# Mariano Ramírez
Mariano Ramírez (n. Córdoba, Argentina; 25 de abril de 1985) es un futbolista argentino que juega como mediocampista. Actualmente se encuentra en Nacional Potosí de la Liga de Fútbol Profesional Boliviano. 

## Trayectoria
Debutó con el Imbabura jugando el Campeonato Ecuatoriano de Fútbol Serie A 2007 junto a su compatriota Daniel Neculman. Para el siguiente año sigue jugando en la Segunda División Ecuatoriana esta vez para jugar por recién ascendido Técnico Universitario.
Para la temporada 2008-2009 juega por Juventud de Las Piedras junto al argentino Horacio Orzán.
En la temporada 2014-2014 sale campeón de la Nacional B Bolivia jugando con el 6 y compartiendo camerino con el argentino Juan Vogliotti. Para la temporada siguiente desciende con el Ciclón. Sin embargo, para la siguiente temporada ficha por el Nacional Potosí para jugar la Copa Conmebol Sudamericana 2017 donde debutará frente al Sport Huancayo.

## Clubes
| Club                    | País      | Año         |
| ----------------------- | --------- | ----------- |
| Imbabura S.C.           | Ecuador   | 2007        |
| Técnico Universitario   | Ecuador   | 2008        |
| Juventud de Las Piedras | Uruguay   | 2008 - 2009 |
| Ferrocarril Sud         | Argentina | 2011 - 2013 |
| Ciclón                  | Bolivia   | 2014 - 2016 |
| Nacional Potosí         | Bolivia   | 2016        |
| Club Atlético Ciclón    | Bolivia   | 2017        |